# Нестеренко, Виталий Николаевич
Вита́лий Никола́евич Нестере́нко (укр. Віталій Миколайович Нестеренко, позывной — Вито; 24 июня 1983, Одесса — 4 октября 2023, Казачьи Лагери) — украинский военнослужащий, старший лейтенант, участник российско-украинской войны. Герой Украины (28 июня 2024, посмертно).

## Биография
Родился в 1983 году в Одесса; окончил университет Одесская морская академия. Являлся лидером юношеской команды по футболу ДЮСШ-7; кандидат в мастера спорта по боксу.
Работал в компаниях, выполняющих международные морские грузовые перевозки.
После полномасштабного вторжения защищал Украину в рядах 126 ОБрТрО.
Был командиром разведывательного взвода в 222 батальоне.
Погиб 4 октября 2023 года вблизи села Казачьи Лагери Херсонской области.
Без сына осталась мама Валентина Васильевна, старший брат. Похоронен в селе Крыжановка Одесской области.

## Награды
- Звание «Герой Украины» с удостоением ордена «Золотая Звезда» (28 июня 2024, посмертно) — за личное мужество и героизм, проявленные в защите государственного суверенитета и территориальной целостности Украины, верность военной присяге[3].